# Musikalitet
At besidde musikalitet vil sige, at man har " ... evnen til at opfatte mangfoldigheden som enhed" , eller set fra en pædagogisk vinkel: "musikkalitet er evnen til at opleve enhed(er) i mangfoldigheden." – "Men der eksisterer ikke en objektiv definition på begrebet musikalitet ved optagelsesprøven til konservatorierne, hvor kriteriet for at komme ind ellers bl.a. er musikalitet og talent, ..." .
Musikalitet er et begreb for forskellige evner som oftest i forbindelse med musik, men begrebet gælder også udenfor musikkens verden. Man kan tale om musikalitet i et digt eller roman. Man kan tale om musikalitet i den måde man bevæger sig på, for eksempel i dans, løb eller bare den måde mennesker bevæger sig på. Man kan sågar tale om fælles musikalitet i den måde mennesker er sammen på eller mangel derpå.
Begrebet musikalitet omfatter i musikalsk sammenhæng evnen til at opfatte forskelle i tonehøjde, rytme og harmonier. Vi er tilbøjelige til at skelne mellem tre typer af musikalsk talent: at være i stand til at opfatte musik (musikalsk modtagelig), at være i stand til at gengive musik, og at være i stand til at skabe musik (musikalsk kreativitet). Man kan sammenligne forskellige faglige grupper, som udnytter deres musikalitet på en eller anden måde. Følgende er de mest almindelige:
At blive en god musikkritiker kræver musikalsk modtagelighed. Man bør være i stand til at opfatte musikken så godt, at man kan sammenligne flere forskellige fortolkninger og fortælle om dem, og hvad man finder mest smagfuld.
En god klassisk uddannet musiker vil desuden være i stand til at afkode et nodebillede nøjagtig også fremføre musikken på en 'musikalsk' måde. Heri ligger at tage hensyn til gældende opførelsespraksis samt at levendegøre musikken gennem rytmiske og dynamiske fortolkninger på en for lytteren og stykket tilfredsstillende måde.
Musikalsk kreativitet, evne til at skabe musik, er et vigtigt talent for at blive en god komponist og improvisator. Improvisation og sammensætning er tæt forbundet.
En god danser skal kunne omsætte musikken til bevægelse med hjælp fra danserens taktile forstand.

## Reference
1. ↑  Peter Bastian: Ind i musikken. En bog om musik og bevidsthed, side 52, 1987, ISBN 87-00-08054-3
2. ↑  Kjeld Fredens: "Om musikalitet", Musik og terapi, 16. årgang, 1989, nr. 1, side 15
3. ↑  Karl Aage Rasmussen i et interview: "Tyve spørgsmål til professorerne: Musikken er der aldrig", Politiken, 21. januar 2001, Kultur, side 1
4. ↑  Mogens Hansen: "Musikalitet", Psykologi, Oktober 1990, 27, side 43 og 44